# Martín Alonso Pinzón
Martín Alonso Pinzón (Palos de la Frontera, 1441 – Palos de la Frontera, 31 marzo 1493) è stato un navigatore ed esploratore spagnolo.

## Le origini
Nacque da una ricca famiglia spagnola di armatori, in parte proprietaria delle caravelle Niña e Pinta. Aveva due fratelli, Vicente Yáñez e Francisco, con i quali faceva parte dei meglio noti fratelli Pinzón.

## I viaggi
Come scrive Paolo Emilio Taviani - considerato uno dei massimi esperti di storia colombina - Pinzón era un esperto marinaio e contribuì in maniera determinante all'organizzazione del primo viaggio transatlantico. Navigò con Cristoforo Colombo nella sua spedizione del 1492 alla scoperta del Nuovo Mondo come capitano della Pinta e comandante in seconda della flotta. Il fratello minore Vicente Yáñez, invece, era il capitano della Niña e navigava assieme al terzo fratello Francisco, che ne era il timoniere.
Il 6 agosto 1492, durante la trasferta alle isole Canarie, il timone della Pinta entrò in avaria e si pensò che si trattasse di un sabotaggio. Pinzón stesso riparò il timone durante la navigazione e fu per questo lodato da Colombo come "uomo coraggioso e di ingegno molto accorto".
Il 7 ottobre Pinzón suggerì un cambiamento di rotta verso Sud-Ovest nel tentativo di avvistare quanto prima la terra, consiglio che venne accolto dall'ammiraglio il giorno seguente (secondo una testimonianza resa da un marinaio durante uno dei processi per l'eredità di Colombo, Pinzón avrebbe incoraggiato a proseguire il viaggio gridando all'equipaggio: "Adelante, adelante!"). Fu proprio la Pinta ad avvistare la terra il 12 ottobre, per bocca del marinaio Rodrigo de Triana.
Il 21 novembre, a Cuba, si consumò l'episodio più ambiguo che coinvolse il capitano palegno: Pinzón si allontanò dalla flotta senza autorizzazione e viaggiò isolatamente per quasi due mesi, ricongiungendosi a Colombo il 6 gennaio 1493 ad Haiti, nei pressi di Monte Cristi. La tradizione storiografica (tra cui Fernando Colombo e Bartolomé de Las Casas) associa l'ammutinamento con un desiderio vizioso di conquista. Tuttavia, Paolo Emilio Taviani ne I viaggi di Colombo riporta l'annotazione di Madariaga, secondo il quale l'irrequieto Pinzón volle prendersi una semplice "vacanza" separandosi dal carattere egocentrico e accentratore di Colombo, ossessivamente preso dalla ricerca del Gran Khan. Già più di una volta tra i due uomini erano emerse alcune incompatibilità di carattere; Pinzón accusava Colombo di essere temerario e avventato, navigando su bassifondi rocciosi senza avere un'idea precisa della rotta. Fu forse questa la causa dell'affondamento della Santa Maria arenatasi su un banco corallino la notte di Natale.
Altre fonti raccontano che fu Pinzón il primo a scoprire l'isola di Porto Rico, ma non vi sono documenti storici che attestino questa teoria.

## L'epilogo e la morte

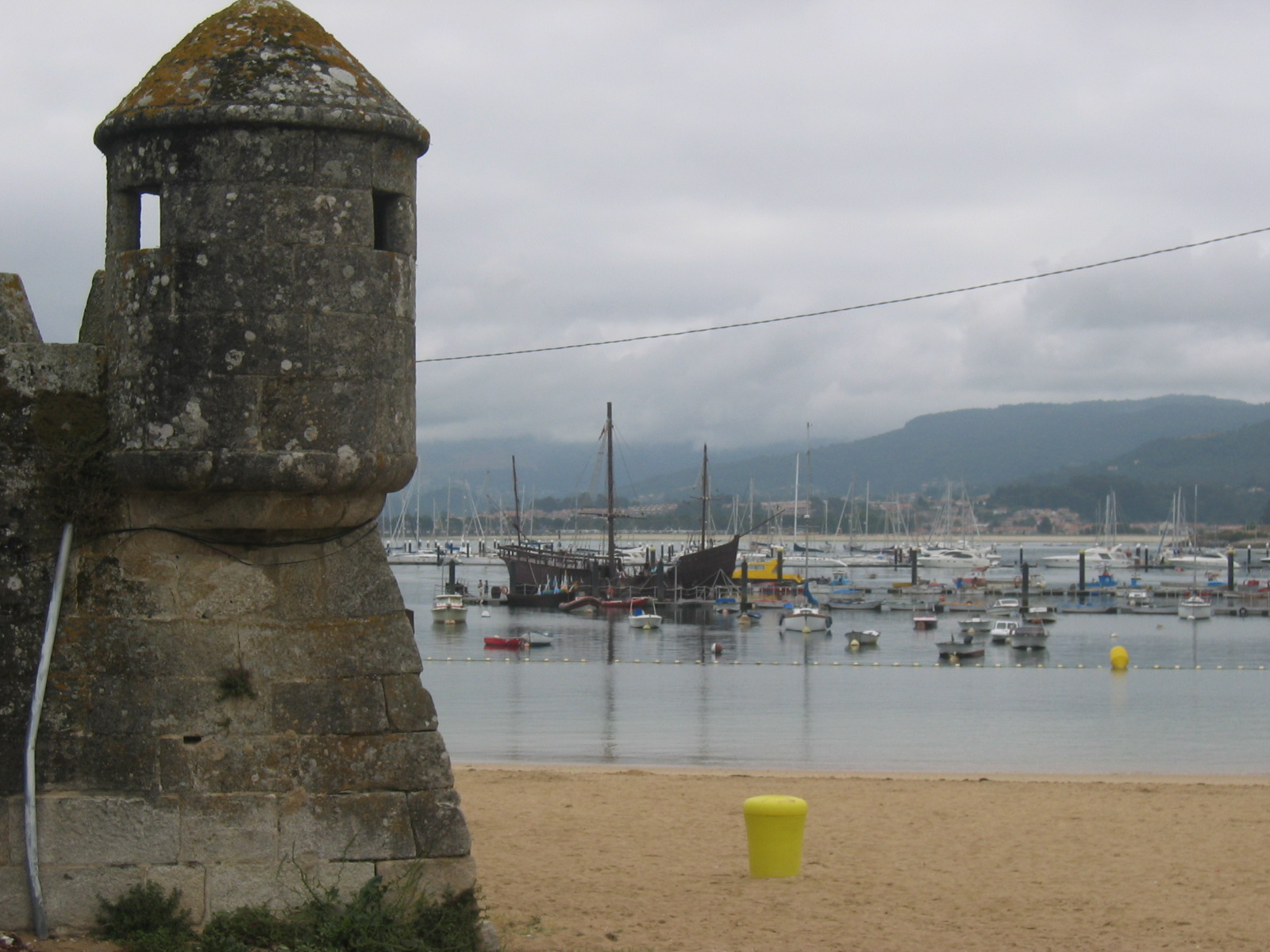
Una copia della Pinta nel porto di Baiona, dove approdò il 1º marzo 1493. Pinzòn rientrò quindi in Spagna due settimane prima di Colombo.

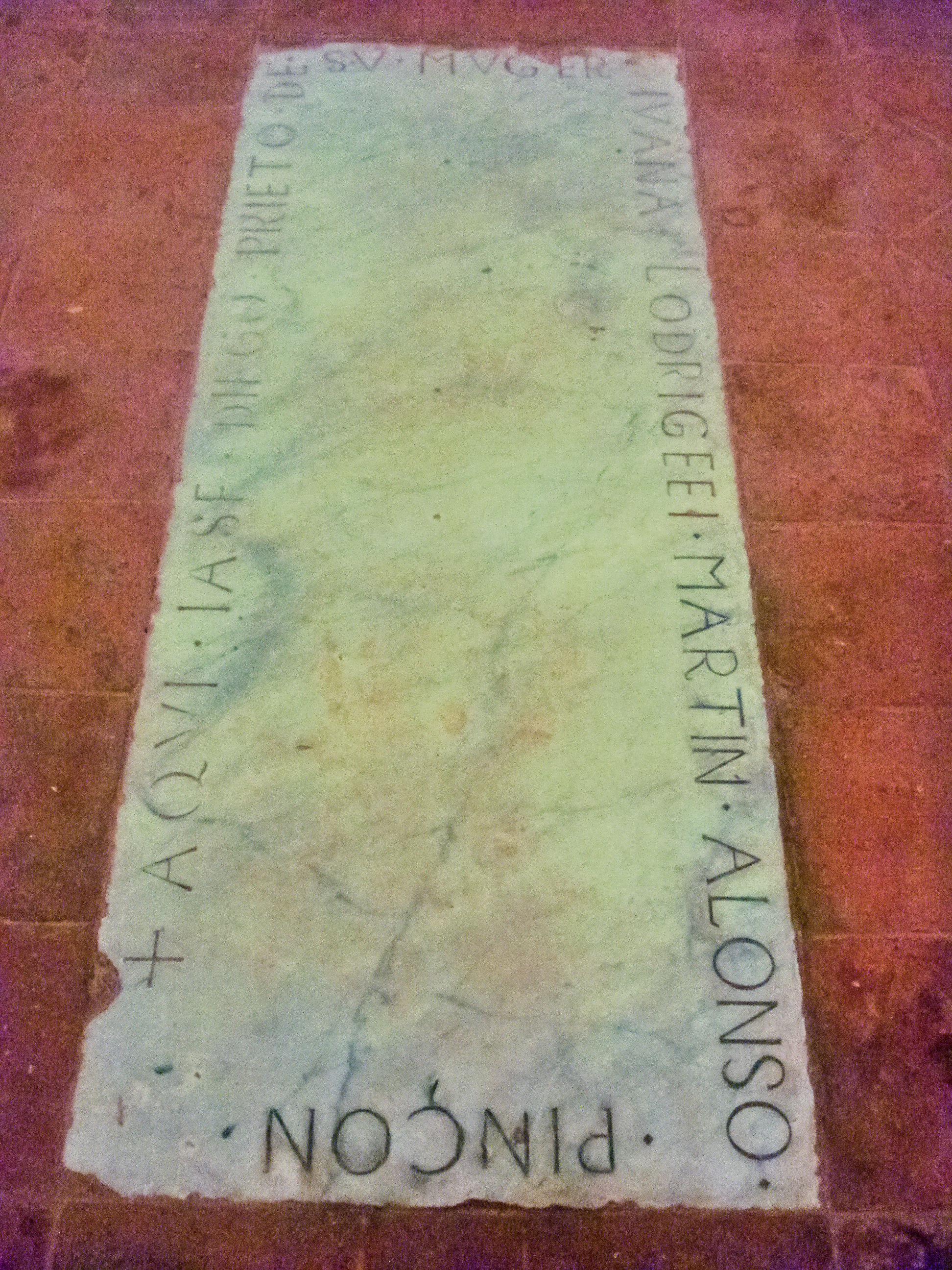
La tomba di Pinzón nel convento della Rabida, a Palos.

Nel viaggio di ritorno, durante la traversata oceanica, una tempesta separò nuovamente le due navi (la Santa Maria era già affondata sugli scogli di Haiti). In questo caso è sicuro che non fu responsabile in alcun modo la volontà di Pinzón. Mentre Colombo approdò alle Azzorre il 17 febbraio e a Lisbona il 4 marzo, Pinzón continuò a navigare fino a Baiona, in Galizia, sbarcandovi ai primi di marzo. Secondo Taviani, probabilmente si rese conto di essere tornato in Spagna prima di Colombo e scrisse una lettera ai sovrani per informarli circa i resoconti del viaggio. La regina Isabella gli rispose severamente che avrebbe potuto presentarsi a corte agli ordini dell'ammiraglio.
Già sofferente di un malore sconosciuto contratto durante il viaggio, Martín Alonso tornò a Palos con la sconquassata Pinta subito dopo il rientro della Nina (15 marzo 1493), trovandovi la morte nel giro di poche settimane. Anche qui, alcuni storici dell'epoca tra cui Las Casas e Fernando Colombo (figlio di Cristoforo) furono molto duri con Pinzón accusandolo di essere morto per il dolore causatogli dall'invidia. In realtà il capitano spagnolo fu forse il primo europeo a morire di sifilide, la nuova malattia che per vari secoli i marinai contribuiranno a importare dall'America (alcuni scheletri ritrovati recentemente in Inghilterra rivelano però che la sifilide era già presente in Europa dal XIV secolo).
Pinzón passò gli ultimi giorni nella sua casa di Palos e nel convento della Rabida, dove - come scrivono vari studiosi come Madariaga, Ballesteros e come riporta sempre Taviani - si incontrò ancora con lo stesso Colombo, il quale non aveva mai rotto definitivamente i rapporti con lui.

## Riconoscimentipost mortem
Sebbene la scoperta del Nuovo Mondo sia ufficialmente accreditata a Colombo, è certamente anche grazie all'esperienza di Pinzón che la missione ebbe successo. Per questa ragione, dopo la sua morte, la Corona spagnola gli rese omaggio attribuendogli il titolo onorifico di "Ammiraglio dei mari".